# 지금이 추억이 될때까지
《지금이 추억이 될때까지》(今が思い出になるまで 이마가오모이데니나루마데[*])는 노기자카46의 4번째 정규 음반이다.

## 개요
전작 《태어나서 처음 본 꿈》으로부터 약 2년 만의 음반이다.